# Beaufort (Carolina del Nord)
Beaufort è una località degli Stati Uniti d'America, capoluogo della contea di Carteret, nello Stato della Carolina del Nord.